# アナトリー・ブイショヴェツ
アナトリー・フョードロヴィッチ・ブイショヴェツ（Анатолий Фёдорович Бышовец、1946年4月23日 - ）は、ウクライナ出身のウクライナ系ロシア人サッカー選手、サッカー指導者である。

## 経歴
選手時代は、1963年から1973年までディナモ・キエフのユースおよびトップチームでプレイ。ソ連リーグ優勝4回、ソ連カップ優勝2回。ソビエト連邦代表としてはFIFAワールドカップ 1970年メキシコ大会で4試合出場して4ゴールを挙げた。
1973年に選手を引退後はディナモ・キエフのサッカースクールで働いた。1988年にはソビエト連邦オリンピック代表チーム監督としてソウルオリンピックで金メダルを獲得した。その後は国内外のクラブチームや代表チーム（ソビエト連邦およびCIS、ロシア、韓国）監督を歴任している。
また、2003年にFCアンジ・マハチカラの顧問、2003年から2004年までFCヒムキの副会長、2004年から2005年までハート・オブ・ミドロシアンのスポーツディレクターを務めた。

## 所属クラブ
- ディナモ・キエフユース 1963-1965
- ディナモ・キエフ 1966-1973

## 代表歴
- ソビエト連邦代表 1966-1972（39試合15得点）
  - UEFA欧州選手権・イタリア大会（4位、2試合0得点）
  - FIFAワールドカップ・メキシコ大会（ベスト8、4試合4得点）

## 指導歴
- ソビエト連邦ユース代表 1982-1985
- ソビエト連邦オリンピック代表 1986-1988
- FCディナモ・モスクワ 1988-1990
- ソビエト連邦代表/CIS代表 1990-1992
- AELリマソール 1992-1993
- 韓国代表 1994-1995
- 大韓民国オリンピック代表 1995-1996
- ゼニト・サンクトペテルブルク 1997-1998
- ロシア代表 1998
- FCシャフタール・ドネツク 1998-1999
- CSマリティモ 2003
- FCトム・トムスク 2005
- FCロコモティフ・モスクワ 2006-2007